# 팎
팎 (Pakk)은 대한민국의 포스트 록 밴드이다. 현재 박현석, 김대인, 권범섭 으로 구성되어 있으며, 2014년 결성 이래 현재까지 2장의 정규 음반 살풀이 (2017), 칠가살(2021)을 발매했다. 그들의 음악은 샤머니즘 세계관을 통해 현실 속 모순을 고발하는 음악으로 묘사된다.

## 경력
팎은 2014년 결성되었다. 멤버 김대인은 밴드 아폴로 18 및 해파리소년으로도 음악 활동을 하고 있다. 2016년 카세트 테이프 형식의 EP 곡소리를 발매했으며, EP의 녹음은 원테이크로 이루어졌다.
2017년 그들은 첫 정규 음반 살풀이를 발매했다. 음악취향Y는 이 음반을 2017년 올해의 음반 1위로 선정했으며, 또한 음반은 2018 한국대중음악상에서 최우수 메탈-하드코어 음반의 후보로 선정되었다.
2021년 그들은 두번째 정규 음반 칠가살을 발매했다. 한국대중음악상의 선정위원 김성대는 이 음반을 "어둡고 습한 대한민국의 사회적 그늘을 낱낱이 파헤쳐 음악으로 폭로, 고발하는 작품"이라고 표현했으며, 최우수 록 음반 후보에 선정했다. 2022년에는 잠비나이의 이일우와 함께 합동 공연을 진행했다.

## 음반 목록

### 정규 음반
- 살풀이 (2017)
- 칠가살 (2021)

### EP
- 곡소리 (2016)